# Królowa wieszczek

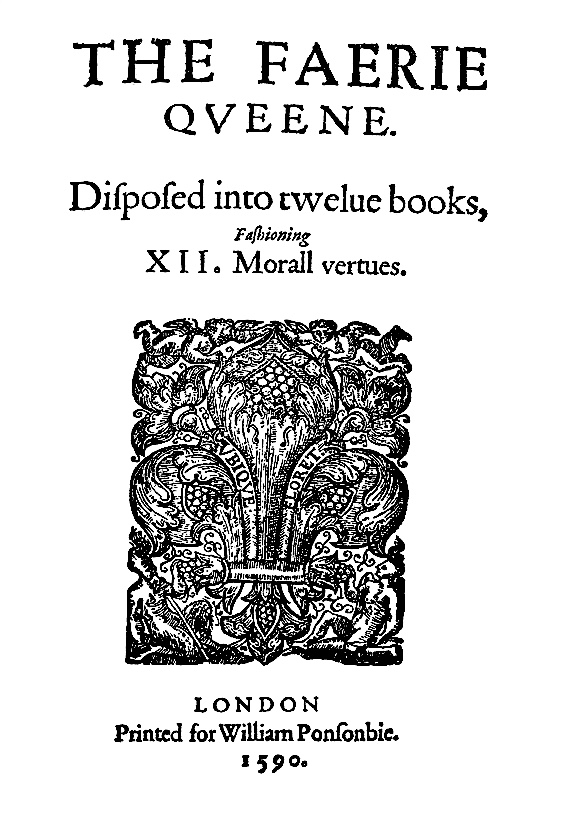
Strona tytułowa Królowej wieszczek

Królowa wieszczek (The Faerie Queene) – nieukończony epos angielskiego renesansowego poety Edmunda Spensera. Z zaplanowanych dwudziestu czterech ksiąg poeta ukończył i wydał tylko sześć. Mimo że dzieło stanowi zaledwie jedną czwartą pierwotnego zamysłu, jest ono jednym z najobszerniejszych utworów wierszowanych w literaturze angielskiej. Pierwsze trzy księgi zostały opublikowane w 1590, kolejne trzy w 1596. Z zamierzonej księgi siódmej istnieje tylko urywek. Poemat został wydany przy wsparciu Waltera Raleigha.

## Charakterystyka ogólna

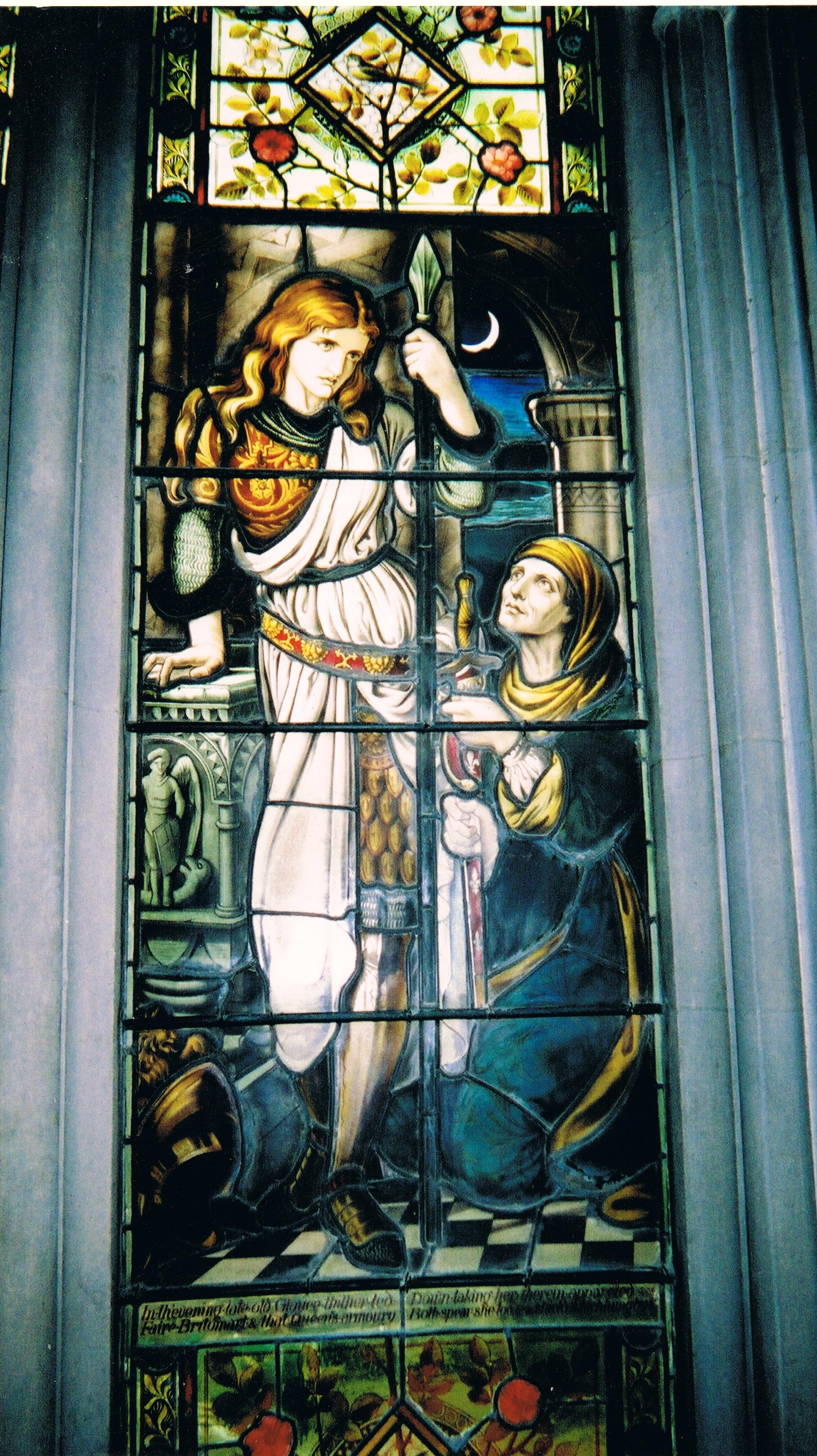
Witraż z wizerunkiem Britomart, dziewicy-wojowniczki

Poemat liczy około trzydziestu pięciu tysięcy wersów. Jest nazywany nawet najdłuższym angielskim eposem. Stwierdzenie to, jakkolwiek nieprawdziwe (dłuższy jest Król Alfred Johna Fitchetta, mający wraz z uzupełnieniami wydawcy ponad 131 000 wersów), jest trafne o tyle, że żadne z arcydzieł poezji brytyjskiej nie jest obszerniejsze. Izrael w Egipcie Edwina Atherstone'a ma prawie dwadzieścia tysięcy wersów, a Pierścień i księga Roberta Browninga przekracza tę liczbę.

## Forma
Utwór został napisany dziewięciowersową strofą rymowaną ababbcbcc, nazwaną później dla uczczenia poety strofą spenserowską. Zwrotka taka jest zbudowana z ośmiu wersów jambicznych pięciostopowych i jednego sześciostopowego (aleksandrynu).
Według Przemysława Mroczkowskiego wywodzi się ona z siedmiowersowej strofy Geoffreya Chaucera, rymowanej ababbcc, znanej powszechnie jako rhyme royal, czyli strofa królewska. Zaproponowana przez Spensera strofa była później stosowana przez wielu poetów angielskich i amerykańskich, w tym zwłaszcza największych romantyków. W Polsce wykorzystywali ją Juliusz Słowacki i Jan Kasprowicz.

## Bohaterowie

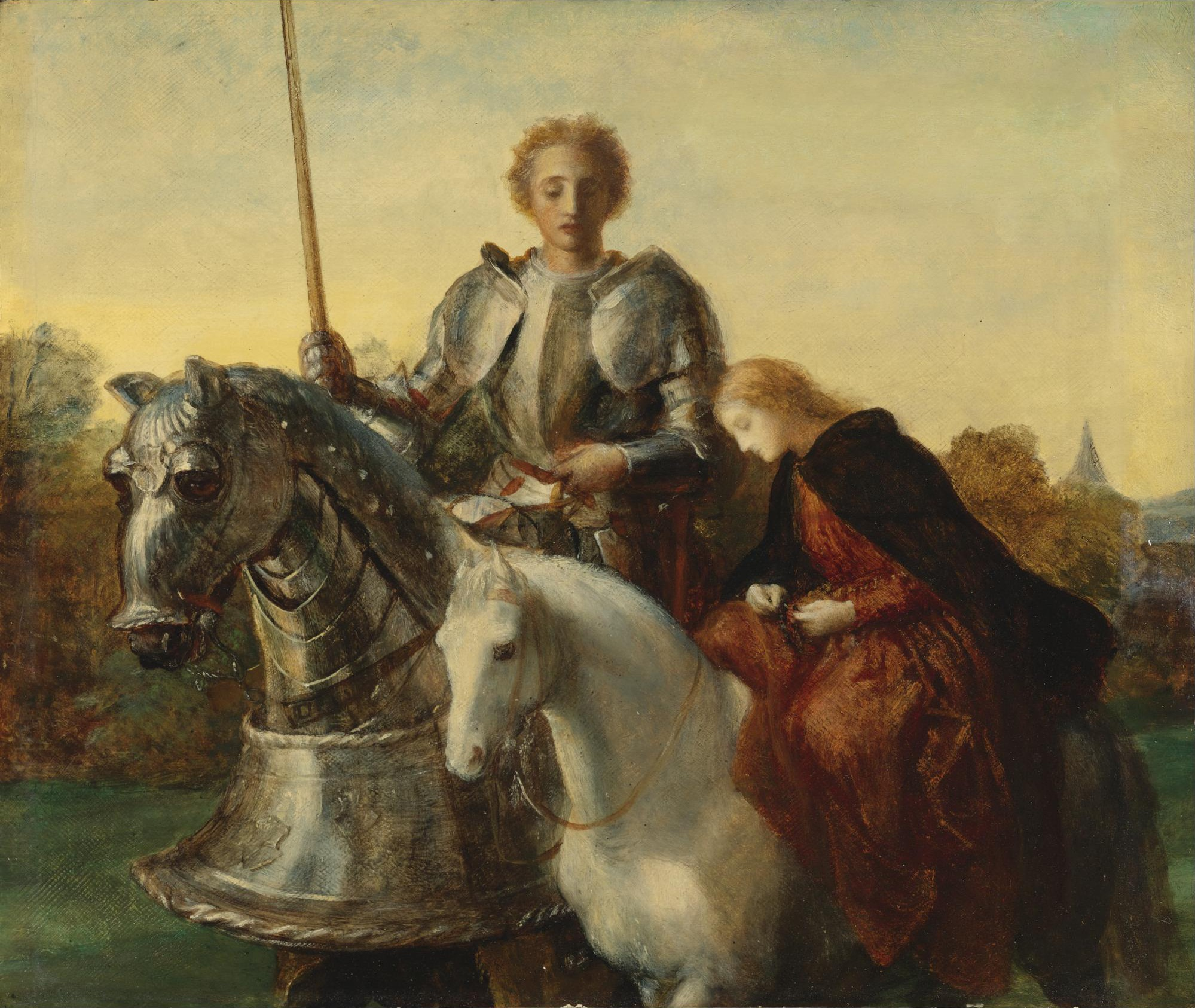
George Frederic Watts, Una i Rycerz Czerwonego Krzyża

Poemat Spensera ma charakter alegoryczny. Bohaterem każdej księgi eposu jest rycerz uosabiający jakąś cnotę. Poszczególne księgi są skoncentrowane na cnotach świętości, wstrzemięźliwości, czystości, przyjaźni, sprawiedliwości i dworności. Bohaterem księgi pierwszej jest Rycerz Czerwonego Krzyża (Knight of the Red Cross):
A Gentle Knight was pricking on the plaine,

Y cladd in mightie armes and silver shielde,

Wherein old dints of deepe wounds did remaine,

The cruell markes of many a bloudy fielde;

Yet armes till that time did he never wield:

His angry steede did chide his foming bitt,

As much disdayning to the curbe to yield:

Full jolly knight he seemd, and faire did sitt,

As one for knightly giusts and fierce encounters fitt.

## Przekład

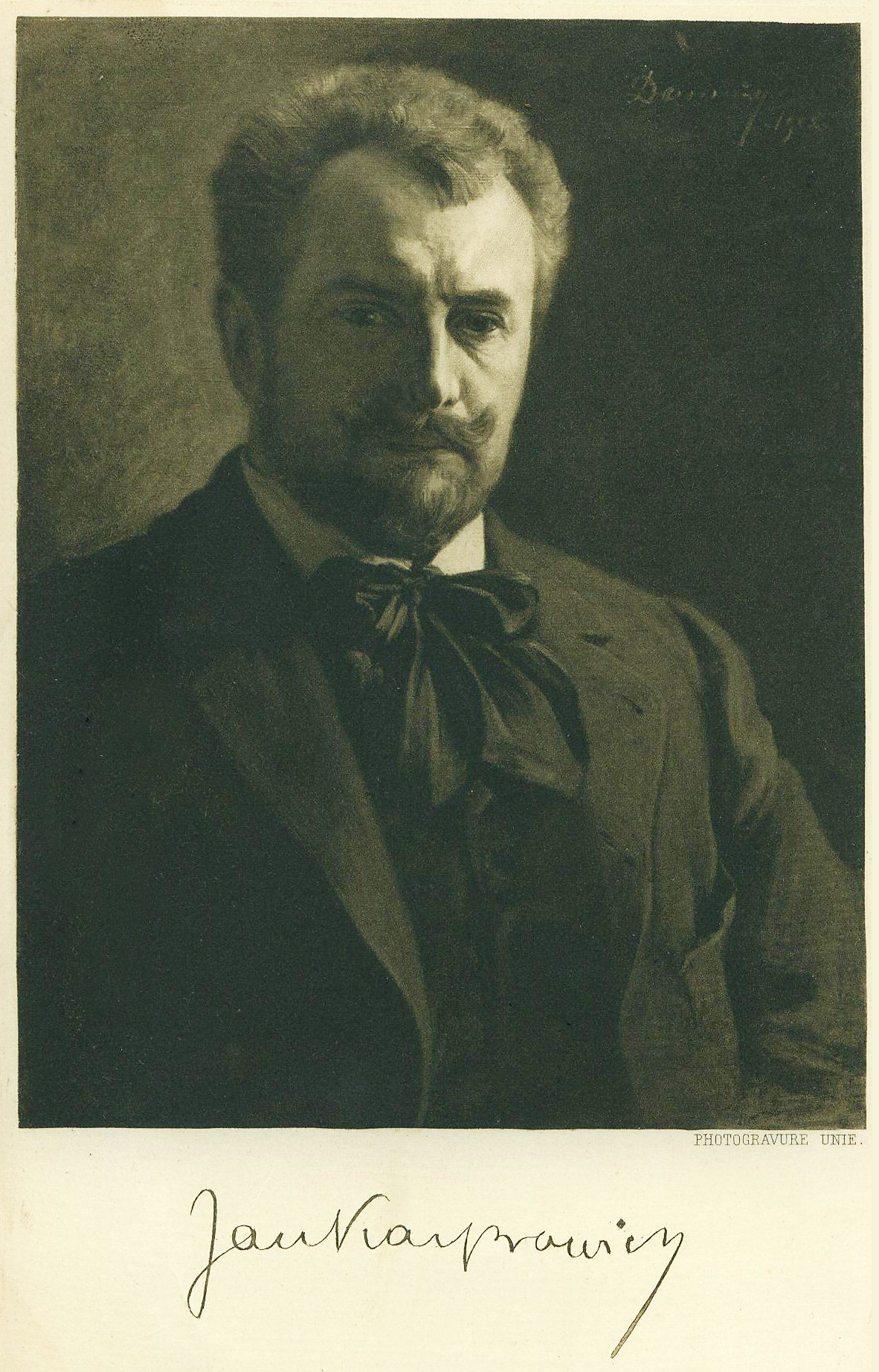
Jan Kasprowicz w 1901

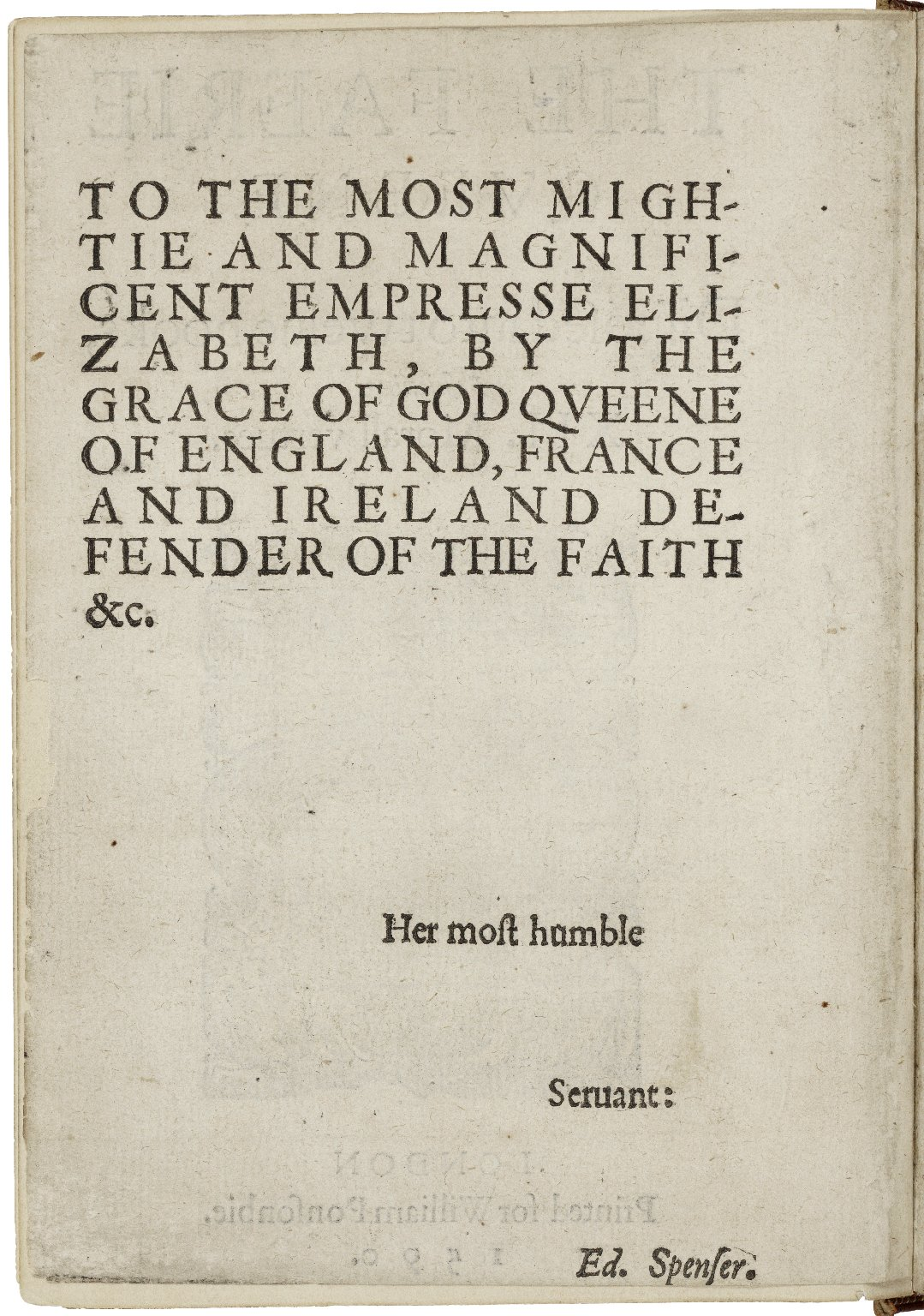
Dedykacja eposu

Na język polski przełożony został, przez Jana Kasprowicza tylko krótki fragment księgi pierwszej eposu. Przekład ten został opublikowany w autorskiej antologii poezji angielskiej, wydanej przez poetę we Lwowie w 1907. Brak informacji o innych próbach przyswojenia dzieła Spensera, poza drobnymi urywkami.
Zaledwie ujrzy mężny Elf potwora,

Tak się na niego bez namysłu rzuci,

Jak lew na zdobycz, co w ucieczce skora;

Zajdzie mu drogę, od jamy zawróci,

Że ten, przerażon, ciszę rykiem skłóci,

Ku walecznemu swój ogon wymierzy,

By weń zatopić żądło, pełne truci,

Lecz ostrym mieczem ten pierwszy z rycerzy,

Aż łeb w ramiona skryje, tak smoka uderzy.